# Луганська сільська рада (Джанкойський район)
Луга́нська сільська́ ра́да — адміністративно-територіальна одиниця та орган місцевого самоврядування у Джанкойському районі Автономної Республіки Крим. Адміністративний центр — село Луганське.

## Загальні відомості
- Населення ради: 2 692 особи (станом на 2001 рік)

## Населені пункти
Сільській раді підпорядковані населені пункти:
- с. Луганське
- с. Ковильне
- с. Пробудження
- с. Тутове
- с. Ударне

## Склад ради
Рада складалася з 16 депутатів та голови.
- Голова ради: Канашкін Сергій Сергійович
- Секретар ради: Богданова Тетяна В'Ячеславівна

### Керівний склад попередніх скликань
| Прізвище, ім'я, по батькові | Основні відомості                                                         | Дата обрання | Дата звільнення |
| --------------------------- | ------------------------------------------------------------------------- | ------------ | --------------- |
| Канашкін Сергій Сергійович  | Сільський голова, 1948 року народження, освіта вища, безпартійний         | 26.03.2006   | 31.10.2010      |
| Канашкін Сергій Сергійович  | Сільський голова, 1948 року народження, освіта вища, член Партії регіонів | 31.10.2010   |                 |

Примітка: таблиця складена за даними сайту Верховної Ради України

### Депутати
За результатами місцевих виборів 2010 року депутатами ради стали:

#### За суб'єктами висування
| Суб'єкт висування | Кількість обраних депутатів | %    |
| ----------------- | --------------------------- | ---- |
| Партія регіонів   | 15                          | 93,8 |
| Самовисування     | 1                           | 6,3  |

#### За округами
| № округу        | Прізвище, ім'я, по батькові       | Дата визнання обраним | Освіта  | Партійна приналежність | Відомості про обраного депутата                           |
| --------------- | --------------------------------- | --------------------- | ------- | ---------------------- | --------------------------------------------------------- |
| Партія регіонів |                                   |                       |         |                        |                                                           |
| 1               | Шевчук Євгенія Полікарпівна       | 02.11.2010            | середня | позапартійна           | пенсіонер                                                 |
| 2               | Якухно Марія Степанівна           | 02.11.2010            | вища    | член Партії регіонів   | Луганський навчально-виховний комплекс, вчитель           |
| 3               | Нелєпа Лариса Борисівна           | 02.11.2010            | середня | член Партії регіонів   | СКП «Вікторія», касир                                     |
| 4               | Шаботенко Олександр Володимирович | 02.11.2010            | вища    | позапартійний          | приватний підприємець                                     |
| 5               | Дріщева Тетяна Василівна          | 02.11.2010            | середня | член Партії регіонів   | Луганська сільська рада, прибиральниця                    |
| 6               | Карпишева Наталья Василівна       | 02.11.2010            | вища    | позапартійна           | Луганська сільська рада, інспектор ВУБ                    |
| 7               | Пузирьова Галина Миколаївна       | 02.11.2010            | середня | член Партії регіонів   | Луганська сільська рада, інспектор по соціальним виплатам |
| 8               | Когут Володимир Миколайович       | 02.11.2010            | середня | член Партії регіонів   | тимчасово не працює                                       |
| 9               | Ібрагімов Шевкет Османович        | 02.11.2010            | середня | позапартійний          | тимчасово не працює                                       |
| 10              | Слепченко Віктор Олексійович      | 02.11.2010            | середня | член Партії регіонів   | тимчасово не працює                                       |
| 11              | Багданова Тетяна В'ячеславівна    | 02.11.2010            | вища    | член Партії регіонів   | Луганська сільська рада, секретар                         |
| 12              | Науменко Галина Леонідовна        | 02.11.2010            | вища    | позапартійна           | Луганська сільська рада, бібліотекар                      |
| 13              | Гура Людмила Володимирівна        | 02.11.2010            | вища    | член Партії регіонів   | тимчасово не працює                                       |
| 14              | Аблаєв Реуп Юсупович              | 02.11.2010            | середня | позапартійний          | тимчасово не працює                                       |
| 15              | Бердікулов Ахмат Султанович       | 02.11.2010            | середня | член Партії регіонів   | пенсіонер                                                 |
| Самовисування   |                                   |                       |         |                        |                                                           |
| 16              | Сейдаметова Ліля Хабібуллаївна    | 02.11.2010            | вища    | член Партії регіонів   | фельдшерсько-акушерський пункт. с. Тутове                 |